# Katedra w Cahors
Katedra św. Szczepana w Cahors (fr. Cathédrale Saint-Etienne de Cahors) – kościół położony w Cahors.
Prawdopodobnie budowla świątynna w tym miejscu znajduje się od V w. Prace przy budowie obecnej budowli zaczęły się w XII w., wtedy też ówczesny papież Kalikst II konsekrował dla niej ołtarz. W katedrze przechowywano relikwię czepka Jezusa, co stymulowało ruch pielgrzymkowy, co skutkowało przebudową romańskiej budowli na gotycką od połowy XIII w. Prace budowlane przerwała wojna stuletnia, przed którą ukończono sklepienie złożone z kopuł, jednak całość prac zakończono dopiero w XVI w. W 1580 r. wojska protestanckie zniszczyły budowlę, która została jednak odremontowana. Od XIX w. do XX w. przechodziła szeroko zakrojoną renowację.